# Revolta de Beckman
Revolta de Beckman, também Revolta dos Irmãos Beckman, aconteceu no então Estado do Maranhão, em 1684. É tradicionalmente considerada como um movimento nativista pela historiografia em história do Brasil que teve como causa o descontentamento contra a Companhia de Comércio do Maranhão.

## Antecedentes
O Estado do Maranhão foi criado na época da Dinastia Filipina, em 1621, compreendendo os atuais territórios do Maranhão, Ceará, Piauí, Pará e Amazonas. Essa região subordinava-se, desse modo, diretamente à Coroa Portuguesa. Entre as suas atividades econômicas destacavam-se a lavoura de cana e a produção de açúcar, o cultivo de tabaco, a pecuária (para exportação de couros) e a coleta de cacau. A maior parte da população vivia em condições de extrema pobreza, sobrevivendo da coleta, da pesca e praticando uma agricultura de subsistência.
A partir de meados do século XVII, o Estado do Maranhão enfrentava séria crise econômica, pois desde a expulsão dos Holandeses da Região Nordeste do Brasil a empresa açucareira regional não tinha condições de arcar com os altos custos de importação de escravos africanos. Neste contexto, teve importância a ação do padre Antônio Vieira (1608-1697) que, na década de 1650, como Superior das Missões Jesuíticas no Estado do Maranhão, implantou as bases da ação missionária na região: pregação, batismo e educação, nos moldes da cultura portuguesa e das regras estabelecidas pelo Concílio de Trento (1545-1563).
A informação de que o rei de Portugal teria implantado a lei de abolição da escravidão indígena (em 1o de abril de 1680) é controversa. O que existia, na realidade, era uma rivalidade entre os jesuítas e os senhores de engenho, onde os primeiros lutavam para evitar a escravidão dos índios pelos segundos.
A forte atuação dos jesuítas dificultou o uso do trabalho escravo indígena, fator que veio a aumentar ainda mais a crise de mão de obra. Para tentar resolver o problema, os senhores de engenho locais organizaram tropas para invadir os aldeamentos organizados pelos Jesuítas e capturar indígenas como escravos. Estes indígenas, evangelizados, constituíam a mão de obra utilizada pelos religiosos na atividade de coleta das chamadas drogas do sertão. Diante das agressões, a Companhia de Jesus recorreu à Coroa, que interveio e proibiu a escravização do indígena, uma vez que esta não trazia lucros para a Metrópole.
Para solucionar esta questão, a Coroa instituiu a Companhia do Comércio do Maranhão (1682), em moldes semelhantes ao da Companhia Geral do Comércio do Brasil (1649). Pelo Regimento, a nova Companhia deteria o estanco (monopólio) de todo o comércio do Maranhão por um período de vinte anos, com a obrigação de introduzir dez mil escravos africanos (à razão de quinhentos indivíduos por ano), comercializando-os a prazo, a preços tabelados.
Além do fornecimento destes escravos, deveria fornecer tecidos manufaturados e outros gêneros europeus necessários à população local, como por exemplo o bacalhau, os vinhos e a farinha de trigo. Em contrapartida, deveria enviar anualmente a Lisboa pelo menos um navio do Maranhão e outro do Grão-Pará, com produtos locais. O cacau, a baunilha, o pau-cravo e o tabaco, produzidos na região, seriam vendidos exclusivamente à Companhia, por preços tabelados. Para obtenção da farinha de mandioca necessária à alimentação dos africanos escravizados, era permitido à Companhia recorrer à mão de obra indígena, remunerando-a de acordo com a legislação em vigor. Graças à intercessão do Governador Francisco de Sá de Meneses, apenas os jesuítas e franciscanos ficaram livres do monopólio exercido pela Companhia.
Sem conseguir cumprir adequadamente os compromissos, a operação da Companhia  agravou a crise econômica e fez crescer o descontentamento na região:
- os comerciantes locais sentiam-se prejudicados pelo monopólio da Companhia;
- os grandes proprietários rurais entendiam que os preços oferecidos pelos seus produtos eram insuficientes;
- os apresadores de indígenas, contrariados em seus interesses, reclamavam da aplicação das leis que proibiam a escravidão dos nativos;
- a população protestava contra a irregularidade do abastecimento dos gêneros e os elevados preços dos produtos.

A Companhia passou a ser objeto de acusações de não fornecer anualmente o número de escravos estipulado pelo Regimento, de usar pesos e medidas falsificados, de comercializar gêneros alimentícios deteriorados e de praticar preços exorbitantes. Esses fatos, somados às isenções concedida aos religiosos conduziria a uma revolta.

## Eclosão
Após alguns meses de preparação, aproveitando a ausência do governador Francisco de Sá de Meneses, em visita a Belém do Pará, a revolta eclodiu na noite de 24 de fevereiro de 1684, durante as festividades de Nosso Senhor dos Passos.
Sob a liderança dos irmãos Manuel e Tomás Beckman, senhores de engenho na região, e de Jorge de Sampaio de Carvalho, com a adesão de outros proprietários e comerciantes insatisfeitos com o governo, um grupo de sessenta a oitenta homens mobilizou-se para a ação, assaltando os armazéns da Companhia.
Já nas primeiras horas do dia seguinte os sediciosos tomaram o Corpo da Guarda em São Luís, integrado por um oficial e cinco soldados. Partiram dali, com outros moradores arregimentados no trajeto, para a residência do capitão-mor Baltasar Fernandes, que clamava por socorro, sem sucesso. Registra o historiador maranhense João Francisco Lisboa que "Beckman intimou-lhe a voz de prisão e suspensão do cargo, acrescentando, como que por mofa, que para tornar-lhe aquela mais suave o deixava em casa entregue à guarda da sua própria mulher, com obrigações de fiel carcereira. Baltasar Fernandes gritou que preferia a morte a tal afronta intolerável para um soldado; mas a multidão, sem fazer cabedal dos seus vãos clamores, tomou dali para o Colégio dos Padres, a quem deixaram presos e incomunicáveis com guardas à vista.", no Colégio de Padres, derrubaram o portão, invadiram dormitórios, ofenderam os padres e profanaram o oratório.
Posteriormente à ocupação do Colégio dos Mascates em 1685, foram expulsos do Maranhão os vinte e sete religiosos ali encontrados.

## Junta revolucionária
Em 25 de fevereiro a revolta de Beckman estava consolidada, organizando-se na Câmara Municipal uma Junta Geral de Governo, composta por seis membros, sendo dois representantes de cada segmento social - latifundiários, clero e comerciantes. Para legitimá-la, foi celebrado um Te Deum. As principais deliberações desta Junta foram:
- a deposição do Capitão-mor;
- a deposição do Governador;
- a abolição do estanco;
- a extinção da Companhia de Comércio;
- a expulsão dos Jesuítas.

A Junta enviou emissários a Belém do Pará, onde se encontrava o Governador deposto do Maranhão, objetivando a adesão dos colonos dali. O Governador recebeu-os, prometendo-lhes abolir a Companhia do Comércio, anistiar a todos os envolvidos, e ainda honras, cargos e verbas (4 mil cruzados) caso os revoltosos depusessem as armas. A proposta foi recusada.
Do mesmo modo, a Junta enviou Tomás Beckman como emissário à Corte em Lisboa, visando convencer as autoridades metropolitanas que o movimento era procedente e justo. Sem sucesso, recebeu voz de prisão no Reino e foi trazido preso de volta ao Maranhão, para ser julgado com os demais revoltosos.

## Repressão
A Metrópole Portuguesa reagiu, enviando um novo Governador para o Estado do Maranhão, Gomes Freire de Andrade. Ao desembarcar em São Luís, em 15 de maio de 1685, à frente de efetivos militares portugueses, este oficial não encontrou resistência.
Neste ano de revolta, o movimento tivera várias defecções entre seus entusiastas: eram os descontentes, arrependidos, os moderados e os que temiam as mudanças. À chegada de Gomes Freire não se opusera Manuel: tencionava libertar o irmão Tomás. Os emissários do novo governante logo tomaram conhecimento do estado das coisas. Os mais comprometidos com a revolta deliberaram pela fuga, enquanto Beckman permaneceu.
Gomes Freire, então, restabeleceu as autoridades depostas, ordenando a detenção e o julgamento dos envolvidos no movimento, assim como o confisco de suas propriedades. Expediu ordem de prisão contra Manuel Beckman, que fugira, oferecendo por sua captura o cargo de Capitão dos Ordenanças. Lázaro de Melo, afilhado e protegido de Manuel, trai o padrinho e entrega-o preso, obtendo a cobiçada recompensa. Entretanto, empossado, os seus comandados repudiaram-lhe o gesto vil, recusando-se a obedecer-lhe as ordens. Queixando-se disto ao governador, afirma-se que Gomes Freire teria lhe respondido que prometera o cargo, não o respeito dos comandados.
Apontados como líderes, Manuel Beckman  e Jorge de Sampaio receberam como sentença a morte pela forca. Os demais envolvidos foram condenados à prisão perpétua. Manuel Beckman e Jorge Sampaio foram enforcados em 2 de novembro de 1685 (10 de novembro, segundo outras fontes). A última declaração de Manuel foi: "Morro feliz pelo povo do Maranhão!". Tendo os seus bens ido a hasta pública, Gomes Freire arrematou-os todos e devolveu-os à viúva e filhas do revoltoso.

## Consequências
A situação de pobreza da população do Estado do Maranhão perdurou no decorrer das primeiras décadas do século XVIII.
Na segunda metade desse século a administração do Marquês de Pombal (1750-1777) tentou encaminhar soluções para as graves questões da região. A administração pombalina, dentro da política reformista adotada, criou, entre outras medidas, a Companhia Geral de Comércio do Grão-Pará e Maranhão.
Aproveitando-se oportunamente de situações externas favoráveis - a Revolução Industrial que ocorria na Inglaterra e a Guerra da independência das treze Colônias inglesas na América - a Companhia, em meados do século XVIII, estimulou o plantio do algodão no Maranhão, financiando esta atividade. A exportação do produto cresceu significativamente naquele contexto. Entretanto, quando a Inglaterra reatou relações com a sua antiga Colônia, a produção maranhense entrou em declínio.
Estas situações, entre outras dificuldades, levaram à extinção do Estado do Maranhão em 9 de julho de 1774. As suas antigas capitanias ficaram subordinadas ao Vice-rei do Brasil, com sede no Rio de Janeiro.
Ao mesmo tempo, a expulsão dos Jesuítas, promovida por Pombal, fez desorganizar a atividade da coleta das drogas do sertão na Amazônia.

## Historiografia e a visão economicista
A classificação da Revolta de Beckman como nativista obedece antes a critérios de sistematização que propriamente a uma motivação verdadeiramente nativa, na opinião de alguns historiadores, influenciados pelo economicismo. Seria, antes, um movimento "isolado e não contestou a dominação metropolitana, mas apenas um de seus aspectos: o monopólio" (SILVA, Francisco de Assis - História do Brasil, Moderna, S. Paulo, 2ª ed.). Importa, porém, notar que o monopólio ou estanco era uma das instituições fundamentais da ordem colonial, tanto quanto o escravismo e o latifúndio.
Os fatos, porém, dão outra dimensão, menos simplista: o pedido de apoio ao Pará, e a própria declaração de Beckman, por exemplo, colocam efetivamente este movimento dentre os primeiros onde já se esboçava um verdadeiro sentimento nativista, claramente desencadeado por razões econômicas. A partir de 1650, o Maranhão enfrentou uma grande crise econômica e faltou mão de obra indígena para a lavoura.

## Na Cultura
A obra Manoel Beckman - Drama Histórico em Verso e em Seis Atos, de autoria de Domingos Joaquim da Fonseca, é uma peça teatral de notável valor histórico-literário, composta integralmente em versos, que dramatiza a trajetória e o martírio de Manoel Beckman, um dos personagens centrais da insurreição ocorrida na capitania do Maranhão no século XVII. Escrita com forte apelo patriótico e marcada por uma estética do romantismo tardio brasileiro, a peça transcende os limites do teatro ao se consolidar como um exercício de reconstrução da memória histórica local através da arte dramática.

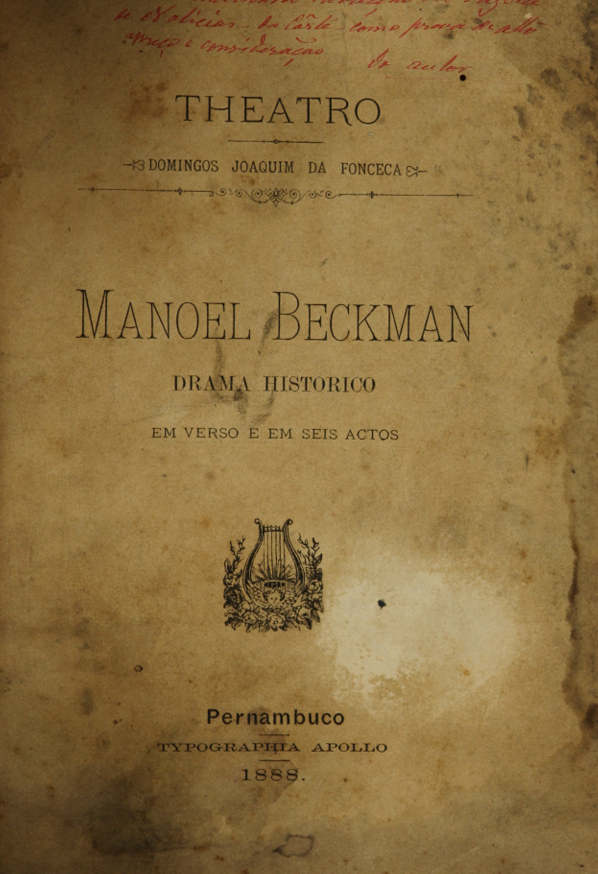

A estrutura da obra divide-se em seis atos, nos quais se alternam cenas de conflitos políticos, dilemas pessoais e discursos inflamados, entrelaçando elementos ficcionais com personagens e fatos reais da história maranhense. 
O enredo gira em torno da figura de Manoel Beckman, comerciante luso-brasileiro de origem judaica, que se ergue contra os abusos da administração colonial portuguesa e, sobretudo, contra a omissão e os privilégios desfrutados pelos padres jesuítas e pela Companhia Geral de Comércio do Maranhão. A peça  exalta sua liderança na revolta de 1684 etambém o apresenta como mártir da resistência, evidenciando sua firmeza de espírito mesmo diante da execução.

Durante a mobilização popular, ouvem-se vivas ao seu nome:
“MANOEL BECKMAN (espada em punho)
Avante! ataquemos a cidade,
Abaixo o monopólio e os assentistas.
Abaixo os jesuítas!..
TODOS (menos os Leigos)
Viva o Beckman!..

Abaixo os jesuítas!…”
 O primeiro ato estabelece o pano de fundo do descontentamento social e político vivido pela população local, expondo a exploração econômica imposta pela metrópole portuguesa e os abusos da Companhia de Comércio. É neste contexto que se dá a introdução da figura de Beckman, apresentado como homem culto, eloquente e profundamente engajado na defesa do povo oprimido.
“Abusos taes hão de custar bem caro,
Principalmente àquelles que, sedentos,

Se têm locupletado à expensas nossas!”
...
“Ou, antes, como autômatos humanos
Que não podem quebrar a monstruosa Influência dos padres jesuítas,

A qual se dobram vis governadores...”
O desenrolar da peça culmina com a prisão, julgamento sumário e execução de Beckman, que é retratado como mártir da liberdade e da justiça.  A peça encerra-se com uma nota de lamento coletivo, sugerindo que o sangue do mártir fertilizará a terra para uma sociedade mais justa.

Após sua condenação, o General Gomes Freire lamenta a morte de Beckman:
“Que se derrame sangue nas batalhas...
Mas... qual fouce maldita espedaçar-se
Mais de uma vida, em paz, em plena calma!...
[...]
E, mui principalmente, quando um d'elles

É tão distincto e nobre como o Beckman?”
Além do conteúdo histórico, a obra traz consigo uma forte mensagem de crítica ao poder absolutista e à repressão colonial, inserindo-se no contexto de uma dramaturgia engajada com a identidade nacional. Embora escrita décadas após os fatos retratados, a peça resgata o episódio como parte fundamental da formação da consciência cívica brasileira, particularmente no Maranhão.
O texto foi publicado como parte do esforço de valorização da história regional e de afirmação da cultura maranhense no cenário nacional.
Palavras de Beckman antes da execução

Beckman reafirma sua honra e firmeza diante da morte:
“No mundo, a morte
É da vida a mais certa contingência.
Desprezo aquella, mais venero a honra.

Podeis vos retirar.”
A obra, portanto, se destaca por sua dupla função: como instrumento artístico de expressão dramática e como veículo de preservação e reinterpretação da história. O drama de Domingos Joaquim da Fonseca permanece como testemunho da valorização da identidade maranhense e da luta contra as injustiças impostas pelo regime colonial.